# Vattenpilört
Vattenpilört även grodpilört (Persicaria amphibia) är en flerårig ört som växer i vatten och på blöt jord. Den har små rosa blommor.

## Synonymer
Persicaria amphibia (L.) Delarbre
Persicaria amphibia (L.) Gray
Persicaria amurensis Nieuwl
Persicaria fluitans Friche-Joset & Montandon nom. illeg.
Polygonum amphibium subsp. aquaticum Ehrh
Polygonum amphibium var. amurensis Korsh
Polygonum amurense (Korsh.) Vorosch
Polygonum cardiophyllum Gand
Polygonum lanceolatum Gand
Polygonum longifolium Gand
Polygonum platyphyllum Gand
Polygonum setiferum Gand
Polygonum tenuinaevum Gand
Polygonum terrestre Hegetschw